# Josef Watzl
Josef Watzl (21. října 1877 Soběslav – 9. prosince 1936 Rumburk) byl český katolický kněz a redemptorista.

## Život
Narodil se 21. října roku 1877 v Soběslavi. Téhož dne byl v kostele sv. Petra a Pavla kaplanem Josefem Kovářem pokřtěn. Jeho otec Jan Hynek Watzl pracoval na dráze. Měl české a německé předky, a proto se učil psát a číst oběma jazyky.
Působil ve Filipově, v německém Budyšíně, avšak nejvíce mu je přisuzováno působení v českobudějovickém Dominikánském klášteře.
Zemřel 9. prosince 1936 v Rumburku. Bylo mu 59 let.